# Brankosmologi

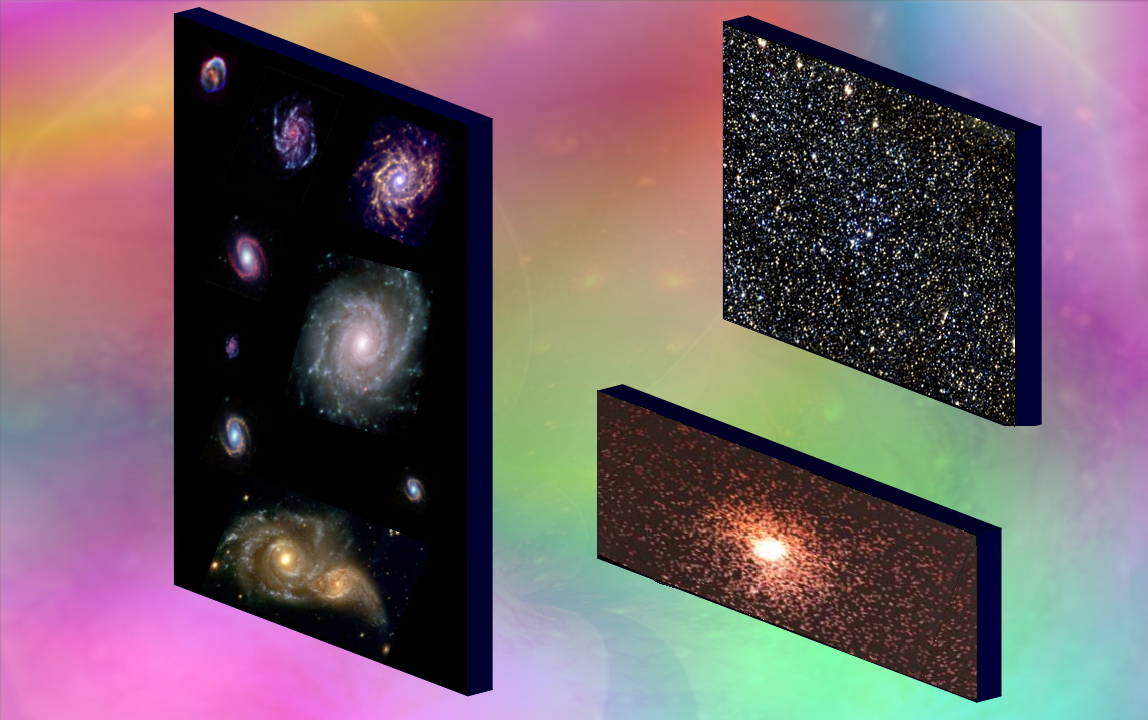

Brankosmologi eller så kallade Braneworldteorin är ett samlingsnamn för flera kosmologiska teorier som bygger på att vårt fyrdimensionella (tre rumsdimensioner och en tidsdimension) universum egentligen endast är ett bran bland många som ligger i en högredimensionell rymd. Ofta är dessa bran de så kallade "klibbiga" D-bran som är en del av supersträngteorierna och M-teorin. Brankosmologin är alltså en teori som ibland kan härledas till supersträngteorierna och M-teorin.
Man kan tänka sig den högredimensionella rymden (ofta kallad för bulk på engelska) som en färdigskuren limpa, där limpan är den högredimensionella rymden och där själva skivorna utgör de parallellt liggande branen. Dessa bran kan endast röra sig i en dimension. Branen kan fluktuera fram och tillbaka och de ger olika former av scenarier hur universum börjar och slutar. Enligt teorin kan Big Bang haft sin början i en kollision mellan dessa bran. Likaså kan Big Crunch ha varit en fas där branen går ihop.
Några kända modeller i Braneworldteorin är:
- Ekpyrotiska/Cykliska modellen (Den ekpyrotiska modellen är en föregångare till den cykliska modellen.)
- Pre-big bang
- Randall-Sundrum

Ett gemensamt problem som teorier i brankosmologin har är hur man håller de övriga dimensionerna (som förutsägs av strängteorin) ihoprullade vid ett Big Bang. Ofta är det lättare att låta de extra dimensionerna rulla ut sig då universum expanderar.
Fördelen med braneworldteorierna är att de kan hantera problemet med gravitation och dess svaghet på långa avstånd i jämförelse med elektromagnetisk kraft, svag kärnkraft och stark kärnkraft. Förenklat förklaras detta av att de tre krafterna endast finns på branen och verkar där, medan en del av gravitationskraften också kan finnas i den högredimensionella rymden. På mycket små avstånd (atomskala) har knappt inte gravitationen mist någon kraft till den yttre högredimensionella rymden och blir då en starkare kraft.
Inflationsteorin som ingår i den kosmologiska standardmodellen fungerar även i brankosmologin i vissa fall.